# Värred
Värred är en småort i Härryda kommun.
Värred är en by som ligger strax söder om Rävlanda i Björketorps socken och Storåns dalgång.